# Crni Vrh (samhälle)
Crni Vrh är ett samhälle i Bosnien och Hercegovina. Det ligger i entiteten Republika Srpska, i den centrala delen av landet, 130 km nordväst om huvudstaden Sarajevo. Crni Vrh ligger 306 meter över havet och antalet invånare är 556.
Terrängen runt Crni Vrh är kuperad åt nordväst, men åt sydost är den platt. Terrängen runt Crni Vrh sluttar norrut.Runt Crni Vrh är det ganska tätbefolkat, med 67 invånare per kvadratkilometer.. Närmaste större samhälle är Banja Luka, 17,6 km väster om Crni Vrh.
Omgivningarna runt Crni Vrh är en mosaik av jordbruksmark och naturlig växtlighet.